# Parque Nacional Cradle Mountain-Lake St. Clair

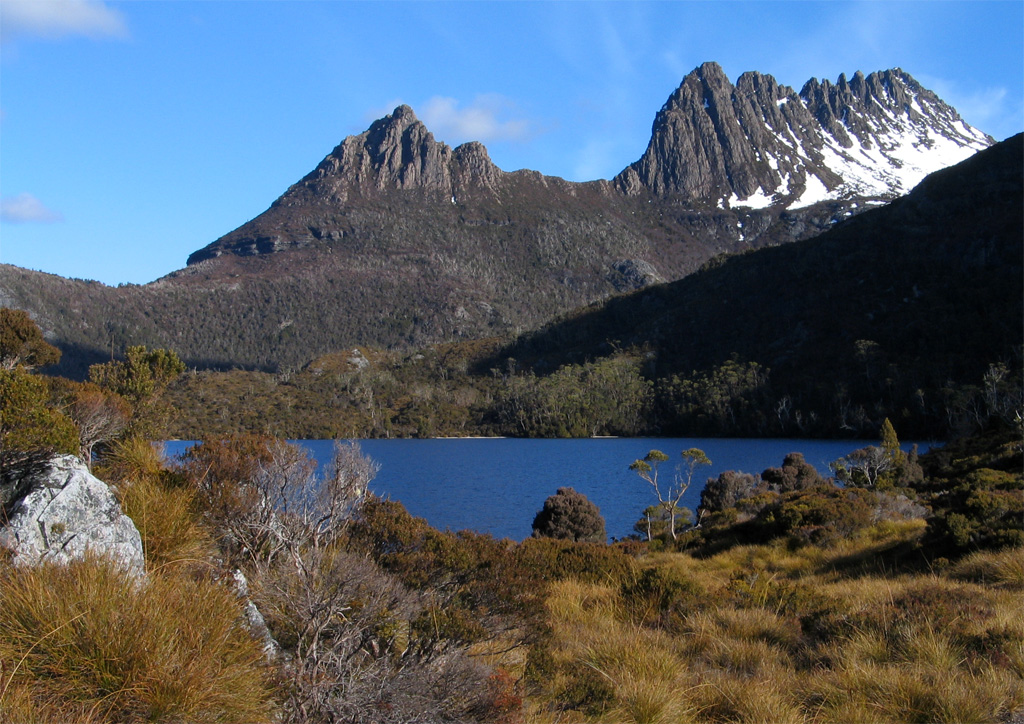
Cradle Mountain e Little Horn

Cradle Mountain-Lake St. Clair é um parque nacional na área montanhosa central da Tasmânia (Austrália), 165 km a noroeste de Hobart. O parque contém muitas trilhas, a mais bem conhecida sendo a Overland Track. Grandes atrações do parque são o Lake St. Clair e ao norte, Cradle Mountain. Este parque é parte do Reserva Natural da Tasmânia.